# Осуиго (Нью-Йорк)
Осуиго (англ. Oswego: /ɒsˈwiːɡoʊ/) — город, расположенный в округе Осуиго (штат Нью-Йорк, США) с населением 18 142 человека по статистическим данным переписи 2010 года. Является окружным центром округа Осуиго.
Осуиго расположен на озере Онтарио. В непосредственной близости от города расположен Университет Нью-Йорк в Осуиго (англ. State University of New York at Oswego).

## География
По данным Бюро переписи населения США Осуиго имеет общую площадь в 29,08 квадратных километров, из которых 19,72 кв. километров занимает земля и 9,36 кв. километров — вода. Площадь водных ресурсов составляет 32,2 % от всей его площади.
Город Осуиго расположен на высоте 87 метров над уровнем моря.

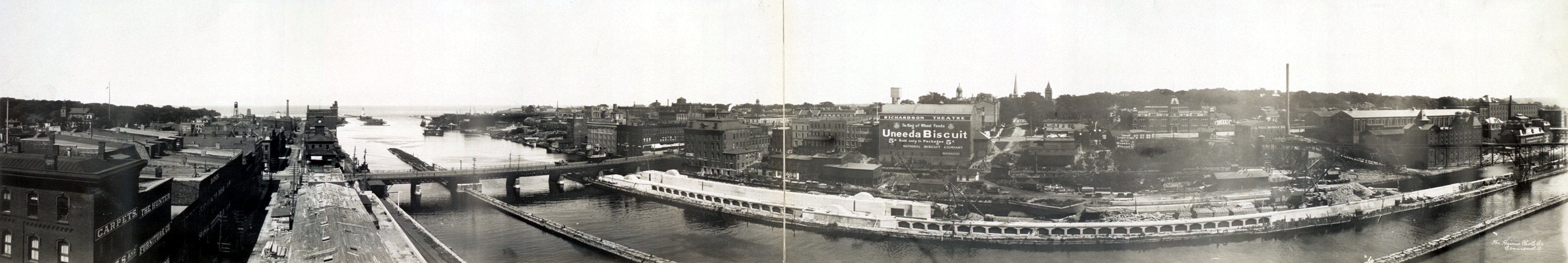
Панорама города, 1909 год